# 卡瓦纳沃纳
卡瓦纳沃纳，是西班牙加泰罗尼亚莱里达省的一个市镇。 总面积14平方公里，总人口94人（2001年），人口密度7人/平方公里。